# Perconia dilatata
Perconia dilatata là một loài bướm đêm trong họ Geometridae.